# درموس (نبات)
الدَّرْمُوسُ (الاسم العلمي: Apteranthes) هو جنس نبات من الفصيلة الدفلية.

## الأنواع
يضم جنس الدرموس من ستة إلى ثمانية أنواع:
1. الدرموس الأطلسي (الاسم العلمي: Apteranthes joannis)، وهو يكثر في جبال الأطلس في المغرب.
2. الدرموس الأوروبي (الاسم العلمي: Apteranthes europaea)، وهو يكثر في شمال أفريقيا وإسبانيا وإيطاليا وغرب الأردن.
3. الدرموس الجبلي (الاسم العلمي: Apteranthes munbyana)، وهو يكثر في جبال الأطلس في المغرب والجزائر وفي شرق إسبانيا.
4. الدرموس السندي (الاسم العلمي: Apteranthes tuberculata)، وهو يكثر في أفغانستان وشمال غرب الهند والأردن.
5. الدرموس المغربي (الاسم العلمي: Apteranthes burchardii)، وهو يكثر في المغرب وفي جزر الكناري.
6. الدرموس النيبالي (الاسم العلمي: Apteranthes staintonii)، وهو يكثر في غرب نيبال.
7. الدرموس اليمني (الاسم العلمي: Apteranthes burchardii)، وهو يكثر في شمال اليمن.